# Szabó Csaba (zeneszerző)
Szabó Csaba (Ákosfalva, 1936. április 19. – Szombathely, 2003. május 23.) erdélyi magyar zeneszerző, zenetudós, népzenekutató, főiskolai tanár.

## Életpályája
Marosvásárhelyen érettségizett a Zenei Líceumban (1953), majd a kolozsvári Gh. Dima Zenekonzervatóriumban szerzett diplomát zeneszerzés szakon (1959). Marosvásárhelyen Trózner József, Kolozsváron Jodál Gábor tanítványa. 1959–67 között a marosvásárhelyi Állami Székely Népi Együttes karmestere, közben 1963-tól a Szentgyörgyi István Színművészeti Főiskola adjunktusa 1987-ig. 1969–75 között tagja volt a Művelődés szerkesztőbizottságának; közreműködött szakmai tanfolyamok, kórustalálkozók szervezésében. Szerkesztette a Zenetudományi írások első kötetét (Bukarest, 1977). 1961-től tagja volt a Román Zeneszerzők és Zenetudósok Szövetségének, 1979–86 között titkára a Szövetség marosvásárhelyi fiókjának.
1988-ban áttelepült Magyarországra, Szombathelyen a Berzsenyi Dániel Tanárképző Főiskolán tanár, egy ideig tanszékvezető volt. 1989-től a Magyar Zeneszerzők Egyesületének, a Kodály Társaságnak, valamint a Bárdos Lajos Társaságnak tagja. Sokoldalú munkásságában szorosan összefonódik a zeneszerzés, a népzenekutatás és a nevelői munka.

## Munkássága
Gyakran közölt zenei vonatkozású tanulmányokat, publicisztikát:
- A hatékony zeneoktatásért (Igaz Szó, 1970/1)
- Nyelv és prozódia (Korunk, 1974/10)
- A romániai magyar zeneszerzők zenepedagógiai művei (Művelődés, 1975/11)
- A szászcsávási hagyományos harmónia (in: Zenetudományi írások, 1977)
- A magyar népzene ötfokú hangsorai és szolmizációjuk (Művelődés 1982/11. – angolul a budapesti 1982-es Nemzetközi Kodály-konferencia Bónis Ferenc, Szőnyi Erzsébet és Vikár László szerkesztette kötetében. Budapest, 1986)
- Jelleg és prozódia. Szöveg és zene a Cantata Profanában (in: Zenetudományi írások 1983)

Zenekutatóként és zeneszerzőként elmélyülten foglalkozott a népi éneklés hagyományaival: az ő előadásai, dolgozatai révén jutott el a köztudatba a szászcsávási harmóniás éneklési mód; ezt mélyíti el az Erdélyi magyar harmóniás énekek a XVIII. századból című munkája (CD-ROM. Budapest, 2001.Balassi Kiadó.) A kiadvány, erdélyi többszólamú énekek kéziratait – Nagy Mihályék zsoltárkönyve (1753), Orbán Sigmondék kóruskönyve (1766) és a Kolozsvári kálvinista énekeskönyv (1766) alapján – közli fakszimilében, majd mai kottaleírásnak és többszólamú lejegyzésnek megfelelő átírásban.A háromkötetes munka háromszáz fakszimiléje olyan unikátum anyagot mutat be, melynek egyedülálló dokumentációs történelmi értéke felmérhetetlen, hiszen egyszerre képezi szerves részét mind a magyar, mind az egyetemes egyházzenei, európai művelődésnek.
Zeneszerzői munkássága tematikai és műfaji szempontból is rendkívül sokrétű, stílusában sokszínű, nagyszabású vokál-szimfonikus művektől a dalciklusokig, zenekari művektől a kamarazene-darabokig sokféle műfajban és sokat alkotott.

### Vokál-szimfonikus művei
- Három csángó népdal – szoprán-, tenorszólóra és népi zenekarra (1957); I. Szállj le madár, szállj le; II. Haragusznak a leányok; III. Vékony cérna, köménymag. Hanglemezen: „A Marosvásárhelyi Maros Művészegyüttes népdalénekesei”. Electrecord, București [1972]. LP. STM-EPE 08–07. Előadók: Szőllősi Erzsébet és a Marosvásárhelyi Maros Művészegyüttes zenekara
- Beszterce kantáta (országos I. díj, 1959)
- Csángó dalok a tatár fogságból (1968)
- Öt dal Dsida Jenő verseire – szoprán szólóra és zenekarra (1969); I. Naplemente; II. Nagycsütörtök; III. Jegenyék; IV. Tekintet nélkül; V. Csitt mese
- Három magyar népdal (1971–1972?); I. Erdő mélyén lakom; II. Duna vize volnék, bánatot nem tudnék; III. Elment a bujdosó fecske.Hanglemezen: A Marosvásárhelyi 'Maros' Művészegyüttes népdalénekesei [és zenekara] / Soliștii ansamblului artistic „Mureșul” din Tîrgu-Mureș. Orchestra ansamblului artistic „Mureșul” din Tîrgu-Mureș. Szólót énekel: Szöllősi Erzsébet. Electrecord, București [1972]LP. STM–EPE 0807.
- Requiem egy kislányért – szoprán- tenor-, baritonszólóra, gyermek narrátorra, gyermekkara, vegyeskarra és zenekarra(1983-84); Szövegét William Shakespeare és Edmund Spencer verseiből valamint egy család leveleiből összeállította a zeneszerző, ford. Lukin László . Címváltozatok: Kantáta egy kislány emlékére / Rekviem egy kislányért / Requiem for a girl
- Szent Márton mise – kétszólamú fiúkarra, kontratenor alt és basszushangokra, hegedűre, orgonára és ütőhangszerekre(2002, átdolgozva: 2002–2003)
- Szent Cecília mise – 1-4 szólamú fiú- vagy nőikarra, kontratenor alt és basszushangokra, fuvolára, hárfára, gordonkára, orgonára és ütőhangszerekre (2003)

### Zenekari művei
- Rondo concertante hegedűre és zenekarra: Opus parvuum musicale [Kis zenedarab] (1961); bemutatta: Ruha István 1964-ben
- Naenia. Sirató zenekarra és magnetofonra (1966)
- Sárpataki táncok – táncszvit (kamaraegyüttesre, 1967)
- Passacaglia Kájoni János Székely miséjének Kyrie eleison dallamára – vonószenekarra (1975); Hanglemezen: Electrecord, București, 1975. LP. STM ECE 01154. Előadók:. Marosvásárhelyi Kamarazenekar, koncertmester Hamza Gyula ; – „Camerata Transylvanica” Radioton, Budapest, 1990. SLPX 31361. Előadók: Camerata Transylvanica, vez. Selmeczi György; – „Szabó Csaba: Kamarazene – Kórusművek”. Budapest, 2006. Hungaroton Classic, HCD 32183. Címváltozat: Passacaglia Kájoni János Missa siculorumának Kyrie eleison dallamára
- Üvegszilánkok között – zenekarra (1976); Hanglemezen: Electrecord, București, 1978. LP. STME ECE 01158. Előadók: Marosvásárhelyi Állami Filharmónia Zenekara, vez. Szalman Lóránt
- Kis erdélyi szvit – kamarazenekarra – Végh Sándor emlékére (1983, átdolgozva 1997)

### Kamaraművei
Változatos összetételű együtteseket foglalkoztatnak:
- Kürt szonatina (kürt, zongora, 1956?)
- Fúvósszerenád (fuvola, oboa, klarinét, kürt, fagott, 1956)
- Koncertdarab fagottra és zongorára (1957)
- Ifjúsági vonósnégyes (1958)
- Sonata con ritmo di ballo [Szonáta táncritmusban] – fuvolára és zongorára (1963); Hanglemezen: „A közelmúlt magyar fuvolája”. Hungaroton, Budapest, 2008. Hungaroton Classic, HCD 32578. Előadók:. Gyöngyössy Zoltán – fuvola, Kollár Zsuzsa – zongora
- Szonáta rézfúvósötösre és magnetofonra (1975); Hanglemezen: „Szabó Csaba: Kamarazene – Kórusművek”. Hungaroton,Budapest, 2006. Hungaroton Classic, HCD 32183. Előadók: Modern Rézfúvós Együttes (a Magyar Rádió Rézfúvósötöse), vez. Antal Mátyás
- Négy kis darab hegedűre és zongorára (1978); I. Színek; II. Madarak; III. Csúszkálós; IV. Topogós
- Négyen a térben vonósnégyes (1979); Címváltozat: Four in the Space
- Öt duó hegedűre és gordonkára (1980)
- Conversations [Beszélgetések, Társalgás] – zongorára és ütőhangszerekre, obligát harmonikával (1983) I. Fojtottan; II. Emlékszel?; III. Dühvel
- In a dream [Álomban] – zongorára és ütőhangszerre (1983)
- Duó szaxofonra és fagottra / Duo for saxophone and bassoon (1984, átdolgozva 1998); I. Prologo; II. Alla marcia lugubre; III. All’ungherese; IV. Epilogo
- Szonatina „Looking back” [„Visszatekintve”] – gordonkára és zongorára, C-ben (1992); Hanglemezen: „Szabó Csaba: Kamarazene – Kórusművek”. Hungaroton, Budapest, 2006. Hungaroton Classic, HCD 32183. Előadók: Szabó Péter – gordonka, Várjon Dénes – zongora
- Imák hegedűre,orgonára és magnetofonra (1999);I. Pater noster (I.); II. Kyrie; III. Gloria; IV. Sanctus; V. Pater noster (II.)
- Rondo concertante: Opus parvuum musicale (1961) – hegedűre és zongorára. Kollár Zsuzsa és Szabó Péter átirata (2008)

### Szólóhangszerre írt művei
- Tanulmányok. Vivace e Trio – zongorára (korai mű)
- Öt variáció – zongorára (korai mű)
- Scherzando – zongorára (korai mű)
- Bagatell. A farsang utolsó jelenetei – zongorára (korai mű)
- Kétszólamú invenció – stílustanulmány zongorára (195?)
- Tánc az ős Kajánnal. Zenei gondolatok Ady Endre egyik költeményére – zongorára (1953)
- Kis szvit zongorára (1957); I. Ajánlás; II. Lassú; III. Legényes; IV. Toccatino ungherese
- Hommage à B. & B. [Hódolat B-nek és B-nek] – szóló fuvolára (1959); Címváltozat: Homage to B. and B.
- Négy miniatűr zongorára (1961); I. Recitativo; II. Hommage à W. A. Mozart; III. Ringató; IV. Tánc
- Parlando, Giusto e Corale – zongorára (1973)
- Mikor Csíkból kiindultam – preparált zongorára (1974); Címváltozat: Roaming Tune
- Szvit szólógordonkára kolompokkal (1978)
- Moving away [Távolodva] – Nyolc változat preparált zongorára, Bartók Béla „Három Csík megyei népdal” című darabjának első tételére (1981)
- Öt darab orgonára (1998); I. De profundis; II. Régi korál; III. Malom; IV. Kígyók; V. Agnus Dei

### Szólóének zongorakísérettel
- Tartózkodó kérelem – Csokonai Vitéz Mihály versére (1956)
- A szerető óhajtása – Vörösmarty Mihály versére (1956)
- Két dal régi kínai versekre (mezzoszoprán hangra, 1957); I. Zord vidék, II. Türelmetlen lány fohásza (a Dalok Könyvéből, Franyó Zoltán fordítása).
- Madár, madár, kicsi madár – (mezzoszoprán hangra, 1959); Címváltozat: Madárdal
- Matrózdal – (baritonhangra,1959)
- Csárdás – Páll Lajos versére (1970)
- Harangok. Recitativo és Arietta – énekhangra és zongorára, Farkas Árpád versére (1970)
- Öt dal Kányádi Sándor verseire – baritonhangra és zongorára (1979); I. Citerára; II. Halott delfin; III. Egy csokor orgona mellé; IV. Vannak vidékek; V. Volna még
- Három erdélyi magyar népdal. Hommage à László Lajtha – szopránhangra és zongorára (1986); I. Idegen ország a hazám; II. Ha kiindulsz Erdély felől; III. A csizmámon nincsen ták; Hanglemezen: „Szabó Csaba: Kamarazene – Kórusművek”. Hungaroton, Budapest, 2006. Hungaroton Classic HCD 32183. Előadók: Faragó Laura, Gál Márta

### Szólóének kamarazenei kísérettel
- A tücsök és a hangya – Szilágyi Domokos versére (ének, zongora, ütőhangszerek, 1982)
- Három tavaszi dalocska Áprily Lajos verseire – gyermek-szopránhangra és gordonkára (2001);I. I.Tá-ti-ti; II. Rügyeknek és madaraknak; III. Áprilisi hangulat; Szabó Ildikónak ajánlva. Bemutató: Budapest, 2004. december 7. Fészek Művészklub. Előadók:. Balázs Enikő, Szabó Ildikó
- Töredékek Babits Mihály verseire – szopránhangra, brácsára, zongorára (2003)

### Kórusművei
- A kenderem kiázott – vegyeskarra
- Búcsú – vegyeskarra
- A nap innepe – kétszólamú kánon Csokonai Vitéz Mihály versére, női és férfihang(ok)ra (1956)
- Két virágének (Pálóczi Horváth Ádám gyűjteményéből) – vegyeskarra (1957); I. Óh mely kínos gyötrelem; II. Míg élek, széplélek, nem felejtlek
- Csángó népdalok (női karra, 1958)
- Szerelmi dalok népi szövegekre – háromszólamú vegyeskarra (1967)
- Katonanóták – háromszólamú férfikarra (1967)
- Menyasszony-táncoltató – háromszólamú nőikarra (1967)
- Házas énekek – négyszólamú vegyeskarra (1967)
- Kőműves Kelemen. Népballada négyszólamú vegyeskarra, gyermekkarra és hangszerszóló(k)ra (1967)
- Öt madrigál középkori erdélyi latin költők verseire (1970)
- A tavaszhoz – háromszólamú vegyeskarra, Petőfi Sándor versére (1969, átdolgozva 2000)
- Énekek éneke – Salamon király versére, Babits Mihály fordításában – férfikarra (1972)
- Közmondások. Négy tizenkét fokú kánon (1972)
- Rangrejtve. Négy kórusmű Illyés Gyula verseire (1972); I. Egy váróteremben; II. Repülő; III. A feleségnek; IV. Nyugat felé
- Két darab 12 női hangra: I. Magánhangzók, II. Mássalhangzók (1981)
- Epithalamium [Esküvői ének]. Madrigál vegyeskarra, A. R. D. Fairburn versére (1983)
- Öt zsoltár vegyeskarra és orgonára – Károli Gáspár fordítása (1991)
- Istennek félelme – vegyeskarra és orgonára. Jób könyve 28. (1993–94)

### Gyermekkari művei
- Öt kis kórus Weöres Sándor verseire – gyermekkarra (1971); I. Újévi jókívánságok; II. Alkonyi felhők; III. Dongó; IV. Pletykázó asszonyok; V. Ugrótáncot jókedvemből. Hanglemezen: IV. „Ardere et lucere! / Lángolj és világíts! Magyar Millennium, 2000.” A pécsi Nagy Lajos Gimnázium leánykara, vez. Ivasivka Mátyás
- Öt kétszólamú gyermekkar (1971–1972); I. Csingi-lingi reggelek (Lászlóffy Aladár); II. Mondóka (Majtényi Erik); III. Fényes szeptember (Kányádi Sándor); IV. Méz, méz, méz (népi gyermekdal); V. Árkot ugrott a szúnyog (Gazdag Erzsi)

Gyermekkari műveiben Weöres Sándor, Kányádi Sándor, Lászlóffy Aladár, Majtényi Erik és Gazdag Erzsi versei ihlették.

### Színpadi művei
- Széki táncok (Kamaraegyüttes, 1957)
- Az aranyszőrű bárány. Egyfelvonásos balett (Zenekar, 1958)
- Pillangó – dalos, táncos játék (Énekszóló, nőikar, zenekar, 1960)
- Bokréta – dalos, táncos párosító játék négy képben, Szabó Gyula szövegkönyvére (Ének- és zenekar, 1962)
- Kicsit ázottan – tréfás táncjelenet (ének, hegedű, 1963)
- Törökbúzahántás. A dalszövegeket válogatta: Széllyes Sándor (Szólisták, ének- és zenekar, 1964)
- Kis építők – egyfelvonásos gyermekopera, Elekes Ferenc szövegére (Szólisták, ének- és zenekar, 1964)
- A betyár balladája – táncdráma. Egyfelvonásos balett (Nőikar, zenekar, 1966)
- Sárpataki táncok – táncszvit (kamaraegyüttesre, 1967)
- Királyfalvi szőlőhegyen. Dalos, táncos szüreti játék két képben (Ének- és zenekar, 1971)
- Nyárádmenti forgatós (Zenekar, 1975); a művek nagy részét a Székely Népi Együttes számára komponálta

### Kísérőzenéi
Kísérőzenét írt több színpadi mű, valamint bábszínházi darab előadásához.

#### Kísérőzenék színművekhez
- Shakespeare: Rómeó és Júlia (1964)
- Molnár Ferenc: Liliom (1965)
- Tamási Áron: Énekes madár (1967)
- Móricz Zsigmond: Lúdas Matyi – komédia Fazekas Mihály elbeszélő költeménye nyomán (1968)
- Katona József: Bánk bán (1970)
- Egynapos királyság – Kocsonya Mihály házassága. Régi magyar komédiák (1974)

#### Kísérőzenék irodalmi összeállításokhoz
- A tücsök és a hangya – Szilágyi Domokos versére (ének, zongora, ütőhangszerek, 1982)
- Hantafű – Bohóc-monológ. Illyés Kinga előadóestje (ének, zongora, ütőhangszerek, 1984)

#### Bábszínházi kísérőzenék
- Bajor Andor: Paródiák  – bábjáték felnőtteknek (1966)
- Arany János: Toldi (1966)
- Ion Creangă – Sütő András: Csodatarisznya (Ördögűző tarisznya) – bábszínmű (1968)
- Vörösmarty Mihály: Csongor és Tünde  (1972)

### Fontosabb zongoraművei
- Tánc az ős Kajánnal. Zenei gondolatok Ady Endre egyik költeményére – zongorára (1953)
- Kis szvit zongorára (1957); I. Ajánlás; II. Lassú; III. Legényes; IV. Toccatino ungherese
- Négy miniatűr zongorára (1961); I. Recitativo; II. Hommage à W. A. Mozart; III. Ringató; IV. Tánc
- Parlando, Giusto e Corale – zongorára (1973)
- Conversations (zongorára és ütőkre, 1983)

#### A preparált zongorát is alkalmazta
- Mikor Csíkból kiindultam – preparált zongorára (1974); Címváltozat: Roaming Tune
- Moving away [Távolodva] – Nyolc változat preparált zongorára, Bartók Béla „Három Csík megyei népdal” című darabjának első tételére (1981)

### Átiratok
- Magyar népdalok Bartók Béla feldolgozásában. Vonószenekarra és cimbalomra hangszerelte Szabó Csaba.

I. Erdő, erdő de magas a teteje… (Mikrokozmosz 5. füzet 127. szám); II. Fekete főd, fehér az én zsebkendőm… (Nyolc magyar népdal, 1. szám); Asszonyok, asszonyok, had’ legyek társatok…(Nyolc magyar népdal 3. szám); III. Virág Erzsi az ágyát… (Mikrokozmosz 3. füzet 74. szám)

## Kötetei
- Adalékok a népzene-prozódia kérdéséhez; Genius Savariensis Alapítvány, Szombathely, 2003 (Genius loci),ISBN: 9632067436
- Erdélyi magyar harmóniás énekek a XVIII. századból (CD-ROM. Budapest, 2001. Balassi Kiadó. Számítógépes feldolgozás Kovács Lóránt. Könyv-alakban: Budapest 2011. Szabó Csaba Nemzetközi Társaság–Cellissimo Bt.; a háromkötetes 300 fakszimilét bemutató munkát az MMA millenniumi pályázatán Arany díjjal tüntették ki. Szabó Csaba sokoldalú kritikai elemző-összehasonlító tanulmánya páratlan gonddal és részletességgel írja le a bemutatott kéziratokat és illeszti a magyar történelmi énekeskönyvi hagyomány egészébe, sőt egybeveti az európai harmóniakezelés különböző korszakaival, emlékeivel, és többszólamú énekmódjaival is. Munkája nyomán új megvilágításban láthatjuk a XVIII. századi diákság vokális többszólamúságát.
- Csángómagyar daloskönyv. Moldva 1972–1988 (Seres Andrással, Budapest, 1991). DVD-ROM hangzó melléklettel és Pávai István bevezető tanulmányával kiegészített hasonmás kiadása  2013-ban jelent meg. ISBN: 978-963-7363-69-6                            A Csángómagyar daloskönyv monumentális kötet, amely 390 moldvai magyar népdalt tartalmaz. A dallamok többségét Seres András gyűjtötte 1972 és 1988 között,az akkori Románia igen nehéz gyűjtési körülményei ellenére. A daloskönyv borítótervét és gazdag illusztrációs anyagát Szervátiusz Tibor készítette. A kötet dallamait Szabó Csaba kottázta le nagy aprólékossággal, a kottákhoz gazdag jegyzetanyagot, zenei és szövegmutatókat, részletes tájszójegyzéket mellékelt. Ez a munka méltán vívta ki a szakma elismerését úgy Magyarországon, mint Romániában, ugyanakkor a népzenei "revival" mozgalmak számára is fontos dallamanyagot kínál. A kötet igen kis példányszámban jelent meg 1991-ben, Romániában nem is forgalmazták. Ezért igen fontos a kötet újbóli megjelentetése a Hagyományok Háza kiadásában, 2013-ban ezúttal 500 példányban.
- Zene és szolgálat. Cikkek, tanulmányok (Bukarest, 1980)
- Hogyan tanítsuk korunk zenéjét? (Bukarest, 1977)
- Zenetudományi írások I. Szerkesztette Szabó Csaba (Bukarest, 1977)
- Összeállította az ének–zenetanítás tantervét az általános iskolák I–IV. osztálya számára (Bukarest, 1972)

## Díjak
- Román Művelődési Érdemrend III. fokozata (1968)
- Román Zeneszerzők és Zenetudósok Szövetségének díja (1978)
- Magyar Művészeti Akadémia Millenneumi Alkotóművészeti Pályázatának Arany díja (1999)
- A Magyar Kórusok és Zenekarok Szövetsége Szabó Csaba életművének elismeréseként POSTHUMUS KÓTA-díja (2006)